# Лайне, Пяйви
Пя́йви Ма́арит Ла́йне (фин. Päivi Maarit Laine; род. 14 апреля 1964, Артъярви, Уусимаа) — финский дипломат, чрезвычайный и полномочный посол Финляндии на Украине (с 2019).

## Биография
Родилась 14 апреля 1964 года в Артъярви, в Финляндии.
С 1985 по 1986 год обучалась на подготовительном курсе в Ягеллонском университете в Кракове. В 1986 году, в качестве студента по обмену, год обучалась в Варшавском университете, а с 1989 по 1990 год, по программе обмена, училась в Манчестерском университете. В 1994 году получила степень магистра истории в университете Тампере.
С 1995 года поступила на службу в Министерство иностранных дел Финляндии.
С 1996 года занимала должность первого секретаря в Посольстве Финляндии в Латвии.
С 2000 года была консулом в Посольстве Финляндии в Великобритании.
С 2004 года работала в МИД Финляндии в департаменте по связям с Россией.
С 2007 года была вице-консулом в Посольстве Финляндии в Польше.
С 2012 года в должности министра и заместителя главы миссии работала в Посольстве Финляндии в России.
С 2017 года, в ранге посла представляла Финляндию в Ираке, посещая страну раз в месяц (местопребывание в Хельсинки).
В 2019 году назначена Послом Финляндии на Украине и 12 июня 2019 года вручила копии верительных грамот заместителю министра иностранных дел Украины Сергею Кислице.
Замужем, имеет двух сыновей. Кроме родного финского, бегло говорит на английском и польском языках, знает шведский и русский и, на базовом уровне — немецкий.